# Diadelia subornata
Diadelia subornata là một loài bọ cánh cứng trong họ Cerambycidae.